# Skrien
Skrien was aanvankelijk een Nederlands filmtijdschrift voor de consument dat in 1968 werd opgericht door studenten aan de Filmacademie. Inspiratiebron was het Franstalige Cahiers du cinéma. Het werd sinds 1986 uitgegeven door de Stichting Skrien, en verscheen tienmaal per jaar. De uitgave van nummer 150 werd op 22 november 1986 gevierd met de heropvoering van de legendarische operafilm Gloria Transita door zangers als Lieuwe Visser en Jan Derksen onder leiding van violist Hub Mathijsen in de Vondelkerk te Amsterdam. Tijdens de 40e jaargang werd het blad opgeheven.
Het oorspronkelijke Skrien was een sterk analytisch georiënteerd filmtijdschrift, met een marxistische inslag, maar verlegde langzamerhand de koers naar een meer toegankelijk tijdschrift over cinema, film, televisie en nieuwe media. In 2001 stelde Skrien de Skrien Afficheprijs. in.
Als betrekkelijk marginaal tijdschrift was Skrien zeer sterk afhankelijk van overheidssubsidie. In 2004 verscheen het blad in een oplage van 2600 exemplaren en telde het 1886 abonnees. De Raad voor Cultuur bracht een positief advies uit, waardoor de subsidie voor de periode 2005-2008 veilig werd gesteld. Van het plan om 250 extra abonnees te werven kwam echter niets terecht. In mei 2008 telde het tijdschrift nog maar 1368 abonnees en was de oplage teruggebracht tot 2000 exemplaren. Na een afwijzend advies door de Raad voor Cultuur voerde de redactie nog een handtekeningenactie voor het voortbestaan van het tijdschrift. Skrien raakte echter de subsidie kwijt. Op 23 januari 2009 verscheen het laatste nummer.

## Overname
In 2009 werd de titel Skrien overgenomen door Uitgeverij FolioDynamica, een bedrijf van uitgever Eric Ravestijn en hoofdredacteur Wally Cartigny. Ravestijn was voorheen als zakelijk leider betrokken bij de Stichting Skrien. Cartigny was in het verleden onder meer hoofdredacteur van VideoTake Magazine en filmportals als Movieguide.nl en Ditmoetjezien.nl. Onder leiding van dit tweetal verscheen Skrien vanaf februari 2010 zonder subsidie als onafhankelijk filmmagazine voor professionals en connaisseurs. Het richtte zich op de vakbeoefenaar, de filmliefhebber daarbij niet uit het oog verliezend.
De uitgeverij hield het een jaar vol, maar een tekort aan advertentie-inkomsten dwong het bedrijf om de uitgave te staken.

## Bekende medewerkers
- Theodore van Houten
- Nathalie Alonso Casale
- Jos de Putter
- Pauline Terreehorst (hoofdredactrice)
- Jaap de Wreede
- Johan van der Keuken